# Мезенхіма

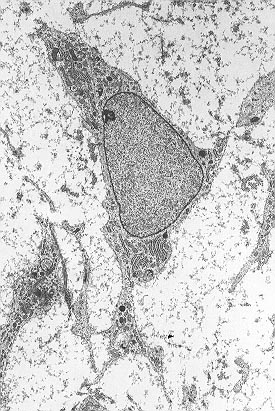
Клітини та матрикс мезенхіми

Мезенхі́ма (лат. mesenchyma, від грец. μέσος – «середній», «проміжний» + ἔγχυμα – «наповнення», «включення») – пухка волокниста неоформлена ембріональна сполучна тканина багатоклітинних тварин і людини, яка виникає на ранніх стадіях їх розвитку, головним чином, з мезодерми, в меншій мірі – з ектодерми. У зв'язку з цим розрізняють ентомезенхіму, яка розвивається з енто- і мезодерми та ектомезенхіму. Похідними ентомезенхіми є тканини внутрішнього середовища - усі види сполучних тканин, кров, гладкі міоцити. Похідними ектомезенхіми є слухові кісточки, сполучні тканини голови.
У хребетних тварин та людини мезенхіма існує тільки на ранніх етапах розвитку зародка. Мезенхіма складається з клітин, які мають відростки та можуть вільно переміщуватись. Ці клітини відрізняються здатністю до раннього диференціювання. Наприклад у 2-тижневого зародку людини з одних клітин мезенхіми формуються клітини крові – гемоцити, з інших – стінки кровоносних судин, ретикулярна тканина тощо.
Мезенхіма існує тільки у ембріональному періоді розвитку. Після народження зберігаються лише малодиференційовані (поліпотентні) клітини пухкої волокнистої сполучної тканини (адвентиційні клітини), які можуть дивергентно диференціюватись у різних напрямках. Крім того одним з похідних мезенхіми у організмі людини є ретикулярна тканина, яка за будовою подібна до мезенхіми. Вона входить до складу кровотворних органів.